# Donghua Li
Donghua Li (n. 10 decembrie 1967, Chengdu, Republica Populară Chineză) este un gimnast artistic elvețian, medaliat olimpic. A participat la o ediție a Jocurilor Olimpice (1996) în care a câștigat o medalie de aur.

## Participări
Lista de mai jos prezintă principalele competiții la care a participat Donghua Li de-a lungul carierei.
- gymnastics at the 1996 Summer Olympics – men's pommel horse[*]